# Зноб-Новгородський район
Зноб-Новгородський райо́н — колишній район Глухівської і Конотопської округ, Чернігівської і Сумської областей.

## Історія
Утворений як Хильчанський район 7 березня 1923 з центром у селі Хильчичі у складі Новгород-Сіверської округи Чернігівської губернії з Хильчанської і Дмитрівської волостей.
19 серпня 1925 округовий центр Новгород-Сіверської округи перенесений з міста Новгород-Сіверська в місто Глухів, Новгород-Сіверська округа перейменована в Глухівську.
14 червня 1930 Глухівська округа ліквідована, район перейшов до Конотопської округи.
15 вересня 1930 розформований. Сільради перейшли: Степнівська до складу Ямпільського району; Коліївська та Прокопівська до складу Шостенського району; Уралівська, Руднянська, Жихівська, Дубровська та Вовнянська до складу Середино-Будського району; Биринська, Боровицька, Глазівська, Журавська, Кренидівська, Кривоносівська, Мефедівська, Ново-Васильївська, Очкінська та Хильчицька до складу Новгород-Сіверського району.
Утворений знову 17 лютого 1935 з центром у селі Хильчичі в складі Чернігівської області. До складу району увійшли Хильчицька, Биринська, Боровицька, Глазівська, Журавська, Кренидівська, Кривоносівська, Мефедівська, Ново-Василівська, Остроушкинська, Очкинська сільські ради Новгород-Сіверського району, Каліївська та Прокопівська сільські ради Шосткинського району і Вовнянська, Дубрівська, Руднянська, Уральська, Зноб-Новгородська, Зноб-Трубчевська та Улицька сільські ради Середино-Будського району.
17 лютого 1936 районний центр перенесений з села Хильчичі до села Зноб-Новгородське.
26 травня 1936:
- Остроушківска, Биринська і Прокопівська сільради перейшли до Новгород-Сіверського району;
- хутір Себелівщина Уралівської сільради перейшов до Ліснівської сільради Середино-Будського району.

10 січня 1939 перейшов до складу новоутвореної Сумської області.
15 серпня 1944 Указом Президії Верховної Ради УРСР Хильчицький район було перейменовано на Зноб-Новгородський.
30 грудня 1962 розформований, територія приєднана до складу Середино-Будського району.